# Big Obsidian Flow
La Big Obsidian Flow est une coulée de lave solidifiée du comté de Deschutes, dans l'Oregon, aux États-Unis. Issue d'une éruption volcanique du cratère Newberry il y a 1 300 ans, elle est particulièrement riche en obsidienne, d'où son nom. Protégée au sein du Newberry National Volcanic Monument, elle est parcourue par un sentier de randonnée appelé Obsidian Flow Trail.
Le site surplombe le Lac Lost.
Il est interdit aux visiteurs d'emporter des pierres ou blocs d'obsidienne provenant de ce site.

## Galerie

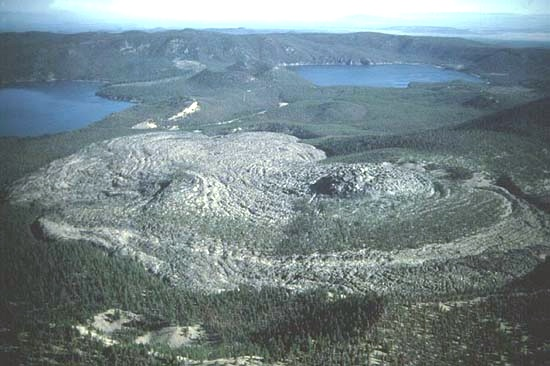
Vue aérienne de la Big Obsidian Flow en 1986 avec les lacs Paulina (à gauche) et East (à droite) dans le fond du cratère Newberry.